# Армянский военный контингент в Афганистане
Армянский военный контингент в Афганистане — подразделение вооружённых сил Армении, созданное в 2010 году. В 2010 - 2014 гг. действовало в составе сил ISAF.

## История
7 декабря 2009 года министр обороны Армении Сейран Оганян сообщил о том, что правительство и парламент Армении рассматривают вопрос о отправке в Афганистан военного подразделения численностью 40 военнослужащих для охраны аэропорта на севере Афганистана совместно с немецкими войсками. В феврале 2010 года в Афганистан было отправлено первое подразделение (численностью 40 человек), в июне 2011 года прибыли ещё 81 военнослужащих для обеспечения безопасности авиабазы в городе Мазари-Шариф. Все расходы по подготовке и техническому обеспечению армянского контингента взяла на себя Германия. Армянские военнослужащие были переданы в подчинение регионального командования ISAF «Север», они несли службу на контрольно-пропускных пунктах и патрулировали местность.
Продолжительность службы армянских военнослужащих в Афганистане составляла шесть месяцев, после этого производилась замена личного состава.
В августе 2012 года служба армянского контингента в Мазари-Шарифе закончилась, в том же месяце новый контингент войск Армении в составе 131 военнослужащих отправился в Афганистан для несения службы на передовой оперативной базе "Mike Spann" в окрестностях Мазари-Шарифа. Они несли службу на КПП базы и обеспечивали охрану прилегающей территории.
По состоянию на 1 августа 2013 года, численность контингента составляла 131 военнослужащих.
28 декабря 2014 года командование НАТО объявило о том, что операция "Несокрушимая свобода" в Афганистане завершена. Тем не менее, боевые действия в стране продолжались и иностранные войска остались в стране - в соответствии с начатой 1 января 2015 года операцией «Решительная поддержка», хотя общая численность войск (в том числе, Армении) была уменьшена.
В 2018 - 2020 гг. численность военного контингента Армении оставалась постоянной и составляла 121 военнослужащих.
В феврале 2021 года численность военного контингента Армении составляла 121 военнослужащих, в начале марта 2021 года они были выведены из Афганистана.